# 가와지촌 (아이치현)
가와지촌(川治村)은 일본 아이치현 가이사이군에 설치되었던 촌이다. 현재의 아이사이시의 일부에 해당한다.